# Депортација Азера из Јерменије
Депортација Азера из Јерменије наступила је као чин присилног расељавања и етничког чишћења током 20. вијека. Прије Октобарске револуције, Азери су чинили 43 посто популације у Јеревану.. Азербејџанци су прошли период присилних миграција са територије Прве Републике Јерменије, а затим и из Совјетске Социјалистичке Републике Јерменије више пута током 20. вијека. Током периода владавине Јосифа Стаљина, око 100.000 Азера депортовано је из ССР Јерменије 1948. године.  Њихове домове заузели су Јермени који су у Совјетски Савез стигли из иностранства.

## Почетак 20. вијека
Као резултат етничког сукоба Јерменије и Азербејџана на почетку 20. вијека, као и националистички координисана политика етничког чишћења обје државе, велики дио популације је прогнан и из Јерменије и из Азербејџана. Почевши од средине 1918, јерменске паравојне снаге одиграле су велику улогу у уништавању муслиманских насеља у Зангежуру и етничког чишћења у региону током команде генерала Андраника Озанијана. Британска влада, која је имала своје политичке циљеве, није дозволила Андранику да прошири своје активности на Карабах. Андраник је довео 30.000 јерменских избјеглица из Источне Анадолије, углавном из Муша и Битлиса. Дио јерменских избјеглица остао је у Зангежуру, док се већина населила у Јеревану и Даралагожу, гдје су заузели мјеста Муслимана, са циљем да се кључни региони Јерменије етнички хомогенизују. Судећи по статистичким подацима из кавкашке етнографске Колекције Академије за науку Совјетског Савеза, азербејџанска популација у Јерменији је расељена. Политика "чишћења државе од странаца", коју је спроводила партија Дашнак, циљала је муслиманско становништво, посебно из региона Новобајазета, Јеревана, Ешмјаџина и Шерур—Даралагожа.
Подаци о насељености јерменских области прије и након расељавања:
Године 1897, популација у Зангезурски Ујезду била је 63,6 хиљада Јермена (46.2℅), 71.2 хиљаде Азербејџанаца (51.7℅), 1,8 хиљада Курда (1.3℅) од укупно 137,9 хиљада становника. Према подацима из 1922, укупна популација у Зангежуру износила је 63,5 хиљада становника, од чега су 59,9 хиљада били Јермени (89.5℅). 6,5 хиљада Азербејџанаца (10.2℅) и двије стотине Руса (0.3℅).
Судећи по Америчком историчару Фируцу Каземзадеу, који је цитирао Јерменског историчара А. Борјана, влада Дашнака током није имала административних потреба за успостављањем Демократске Републике Јерменије, већ је то урадила због депортације муслиманског становништва и заплењивања њихове имовине. Такође је тврдио да се депортација Муслимана са тих територија, које су биле под управом Турске, а касније окупиране од стране војске Јерменије, повећала. Са друге стране, Танер Акцам је писао да су ти масакри преувеличани или можда потпуно измишљени.

## Пресељење из ССР Јерменије
Расељавање Азера током владавине Јосифа Стаљина, десило се након успостављања Јерменске Совјетске Социјалистичке Републике. Судећи према првом уједињеном попису Совјетског Савеза, 1926. године популација Азера износила је 9.6 ℅ укупне популације становиштва. Судећи према попису из 1939, 130.896 Азера живјело је у ССР Јерменији. Резултати пописа из 1959. године показују да је број Азера у ССР Јерменији опао на 107.748, али упркос томе, Азербејџанци су били један од најбројнијих народа у Совјетском Савезу. Период совјетске депортације Азера и насељавања територије Јерменима који су живјели ван граница Совјетског Савеза, био је главни разлог смањења броја Азербејџанаца у држави. Године 1937, муслимански Курди су депортовани у Казахстан са границе Јерменије и Турске, одмах након погоршавања односа између Совјетског Савеза и Турске, јер је Турска одбила захтјев Совјетског Савеза за заједничким управљањем над Црним морем. Године 1945 Совјетски Савез је упутио територијално потраживање за Турске територије Карс и Ардахан. Затегнути односи трајали су све до смрти Јосифа Стаљина. Политика Совјетског Савеза трајала је до 1953. године и Стаљинова одлука постала је значајан корак за насељење Јермена из других држава у ССР Јерменију. Расељавање Азера из Јерменије, са циљем јачања јерменског упоришта био је план Совјетског режима. Азербејџанци су могли да буду пета колона у случају сукоба са Турском, и због тога је Стаљин дозволио депортацију Азербејџанаца из ССР Јерменије у периоду 1947—1950. Савјет министара Совјетског Савеза објавио је резолуцију #4083, 23. децембра 1947. године. Једна од тачки резолуције гласила је:
Дозвољава се Савјету министара ССР Јерменије коришћење зграда и кућа, које је напуштено од стране азербејџанског становништва, који су расељени у Курско-араксинску низију у ССР Азербејџану, за насељавање Јермена који долазе ван граница Совјетског Савеза у ССР Јерменију.
Детаљи расељења дефинисани су у резолуцији #754 Савјета министара. Дио Колкозшке (колективне фарме у Совјетском Савезу) покретне имовине је додијељен и бесплатно транспортован са ових имања на нова, у којима је планирано да Азери буду депортовани. Цијена покретне имовине остављене у Јерменији је плаћена за Колкхозе у мјесту у коме су се населили Азери. Неке повољности су дате Азерима приликом пресељења и у исто вријеме дато је 1.000 рубаља по породици и 300 рубаља сваком члану породице посебно. Судећи по историчару Владиславу Зубоку, Стаљин је у разговору са Григоријем Арутјуновим, првим секретаром Јерменске комунистичке партије, наредио депортацију Азера из ССР Јерменије у ССР Азербејџан. Истовремено, дао је сагласност за повратак у отаџбину 90.000 Јермена, у насељима из којих су депортовани Азери. Након што нису успјели да се врате у Турску, државу њихових предака, лидери Грузије и Јерменије почели су да праве планове против Азербејџана. Григориј Арутјунов је истакао да нема мјеста да прихвати 400.000 Јермена из иностранства (иако их је досељено 90.000) и предложио депортацију Азера из Јерменије у Азербејџан. Депортација није била добровољна.
Бројни извјештаји примљени од Азера, показују да нису били спремни да напусте ССР Јерменију. Министар унутрашњих послова ССР Јерменије изјавио је 1948. године да су неки Азербејџанци посјећивали гробље и молили се душама својих предака да им помогну да остану на својој земљи. Са друге стране, група Азера је одлучила да је боље да напусти Јерменију, у случају рата са Турском; били су убијеђени да ће их Јермени масакрирати. Судећи по Томасу де Валу, британском историчару, Азери у Јерменији су још једном постали жртве Јерменско—Турског питања. Као резултат депортације, преко 100.000 Азера је расељено у Курско-араксинску низију у ССР Азербејџану у три наврата: 10.000 1948. године, 40.000 1949. године и 50.000 1950. године.

## Постепено расељавање из Јерменије
Осим Азербејџанаца, друге етничке групе у Јерменији били су: Руси, Курди, Украјинци, Грци и друге националне мањине. Према попису из 1979. године, Азери су чинили највећу националну мањину у Јерменији, са укупно 5.3 ℅ (око 160.800 становника). Протјеривање Азера од стране јерменских екстремиста почело је 1987. године у Кафану. Око 40.897 азербејџанских породица је потпуно депортовано; 216 људи је умрло током депортације. Већина жртава била је из сјеверних области; у области Гугарка убијено је 11 људи. Судећи према информацијама КГБ-а, у јерменском граду Гугарку: „Азербејџанци су исмјевани, убијени, а њихове куће су опљачкане... ” Од преосталог становништва, 45 се смрзнуло на планинама Кавказа, 45 је нестало у планинској области Јерменије, 34 је мучено и убијено, док је њих шесторо убијено од стране доктора у болници.
Јерменски историчар, Размик Паносијан означио је овај трансфер популације као последњу фазу јерменске етничке хомогенизације, и као дио етничког чишћења, на основу којег је популација Јермена порасла са 90 ℅ на 98 ℅.
Судећи по руском борцу за људска права, Сергеју Лјозову Владимировичу (рус. Сергей Лёзов Владимирович), масовне депортације из Јерменије у Азербејџан у новембру 1988. године био је један од фактора који је сукоб у Нагорно-Катабаху претворио у Рат за Нагорно-Карабах, битку до краја, која је укључивала тотално тотално протјеривање једне етничке групе.

## Статистика становништва у Јерменији и Азербејџану

### Хронологија
- 1947. - Савјет министара Совјетског Савеза донио је резолуцију о депортацији Азера из ССР Јерменије у ССР Азербејџан;
- 1947—1950. - Депортација Азера из ССР Јерменије;
- Новембар 1987. - Напад на Азера у Гафану, региону Јерменије;
- 25. јануар 1988. - Азери су одвезени из Гафана;
- 21. фебруар 1988. - Масовне демонстрације почеле у Јеревану;
- Новембар 1988. - Масовне депортације Азера из Јерменије;[32]

Број Азера у Јерменији:
|                                                               | 1926          | 1939            | 1959           | 1970           | 1979           | 1989          | 2001      |
| ------------------------------------------------------------- | ------------- | --------------- | -------------- | -------------- | -------------- | ------------- | --------- |
| Азери (Број становника и њихов проценат у укупној популацији) | 84.705 (9,6%) | 130.896 (10,2%) | 107.748 (6,1%) | 148.189 (5,9%) | 160.841 (5,2%) | 84.860 (2,5%) | 29 (0,0%) |

### Промјене у демографској структури Јеревана
Према попису у Русији 1897. године, град Ериван имао је 29.006 становника; 12.523 Јермена и 12.359 Азера. У енциклопедији Брокхауса и Ефрона, истакнуто је да је Азера било 12.000 (41%) од укупно 29.000 становника у граду. Међутим, током систематског етничког чишћења у Совјетском Савезу и систематске депортације Јермена из Персије и Османског царства током геноцида над Јерменина, град је у модерно доба постао претежно град Јермена. Према попису из 1959. године, Јермени су чинили 96℅ популације, док је у попису из 1989. године тај проценат износио 96,5%. Азери су чинили само 0,01% популације у Јеревану. Популацију у Јеревану замијенили су у корист Јермена, протјеривајући локално муслиманско становништво. Као резултат сукоба у Нагорно-Карабаху, нису једино Азербејџанци из Јеревана депортовани, већ су и џамије у Јеревану срушене.

## Јерменска хомогеност
Према извјештају Високог комесаријата Уједињених нација за избјеглице, неидентификоване локалне власти протјерале су Азере, као одговор на погром Јермена у Сумгајиту и Бакуу у периоду 1988—89. Јерменски национализам, у сарадњи са властима Совјетског Савеза спровели су прогон Азера из Јерменије. Крајем 1988. године, комплетно азерско становништво, укључујући и муслиманске Курде, око 166.000 људи, протјерано је из ССР Јерменије. У том процесу, десетине људи је умрло у изолованим нападима и због лоших услова. Депортација Азера била је одговор на прогон Јермена из Азербејџана, али је то такође била и последња фаза хомогенизације Јерменије под Совјетском влашћу. Депортација је била последња, па зато не и њежна фаза етничког чишћења, због којег је јерменска хомогеност са 90 порасла на 98%. Националисти, у сарадњи са властима Јерменије, били су одговорни за прогон. Остатак азербејџанске популације депортовано је из Јерменије 1991. године. Године 2004, Јерменија је била једина од држава бившег Совјетског Савеза са хомогеном популацијом, 97,9% становништва чинили су Јермени, док је број Азербејџанаца који су живјело у Јерменији био око 30.
Промјене у демографији праћене су политиком промјена назива насеља и топонима на територији ССР Јерменије. Укупно, више од 600 топонима је преименовано у периоду од 1924. до 1988. Политика преименовања топонима настављена је у Јерменији и након распада Совјетског Савеза. Преименовања турских топонима у држави била је последња фаза. Према извјештају предсједавајућег у државном комитету, Манука Варданјана, 57 топонима је преименовано 2006. године, још 21 2007. године. Допринос који су Азербејџанци обезбиједили Јерменији доживио је велики ударац у областима културне разноликости и културе. Школе Агабаба-Чилдир и Даралагож потпуно су нестале након депортације Азера из Јерменије.